# ファロペネム
ファロペネム(Faropenem)は、β-ラクタム系抗生物質で、ペネムの一種である。基質特異性拡張型βラクタマーゼにも耐性を持ち、経口での使用が可能である。

## 形態
第一アスビオファーマ（現在のアスビオファーマ）で開発され、2つの形態で市販されている。ナトリウム塩であるファロペネムナトリウムは、ファロムの商標で、1997年から日本で流通している。
プロドラッグ型であるフェロペネムメドキソミルは、第一アスビオファーマから米国のバイオファーマであるReplidyne社にライセンスされ、Forest Pharmaceuticals社と協力しての市場化が予定されている。商標名はOrapemとされたが、企業は、この名前はアメリカ食品医薬品局により拒絶されたと公式に発表した。

## 臨床使用
2005年12月20日にアメリカ食品医薬品局に申請がなされたが、2015年9月時点で、未だアメリカ合衆国内での流通の承認はなされていない。提出された新しい薬剤の申請には、以下のような適用先が記載されている。
- 急性細菌性副鼻腔炎
- 市中肺炎
- 慢性気管支炎の急性増悪
- 単純性皮膚感染症
- 尿路感染症

## 歴史
アメリカ食品医薬品局は、Replidyne社からのファロペネムの申請を拒絶したが、安全性の懸念がどこにあるかを示さなかった。申請企業は、市中肺炎、細菌性副鼻腔炎、慢性気管支炎、皮膚感染症の治療効果を再度、研究、臨床試験するために、さらに2年程度を要するとみられる。
インドでは、"Farobact 200/300ER CIPLA"として、既に入手可能である。